# 王鑾 (正德戊辰進士)
王鑾（1473年—1549年），字廷和，號鶴菴，江西南安府大庾縣人，民籍，明朝政治人物。

## 生平
弘治十四年（1501年）辛酉科江西鄉試第七十一名舉人，正德三年（1508年）中式戊辰科會試第二百九十八名，三甲第一百九十五名進士。授邵武縣知縣，升工部都水司主事，出轄沛縣牐河。十一年（1516年）織造太監史宣經當地，索輓夫千人，沛縣知縣胡守約僅提供一半人數，史宣大怒，親自到縣逮捕官吏，王鑾協助胡守約與其相抗，史宣誣陷兩人，逮捕兩人下詔獄，後因言官論救，胡守約被罷職，王鑾輸贖還職，改分司南旺，捕誅太監廖堂侄廖鵬的黨羽。嘉靖元年（1522年）出為武昌府知府，王鑾與鎮守太監李景儒對抗，上疏奏請罷免李景儒。當時楚王朱榮㳦徵稅，當地茶商加重困苦，王鑾力爭，被楚王詆毀侮辱藩王，因而請求終養，未待批覆就自行歸里，被吏部以擅離職守罷職。

## 家族
曾祖王愈；祖父王瑄；父王仲貴，義官。母黃氏。具慶下。兄王篪，弟王鳳、王鶚。女王坤貞，孫繼祿妻，孫希夔母。